# Sucinlourencous adrianae
Sucinlourencoidae, Sucinlourencous
Famille
Genre
Espèce
Sucinlourencous adrianae, unique représentant du genre Sucinlourencous et de la famille des Sucinlourencoidae, est une espèce fossile de scorpions.

## Distribution
Cette espèce a été découverte dans de l'ambre de Birmanie. Elle date du Crétacé.

## Étymologie
Cette espèce est nommée en l'honneur d'Adriana Ratto Politi.
Ce genre est nommé en l'honneur de Wilson R. Lourenço.

## Publication originale
- Rossi, 2015 : « A new family, genus and species of scorpion from the burmite of Burmese amber (Scorpiones:Sucinlourencoidae). » Arachnida - Rivista Aracnologica Italiana, vol. 1, p. 3–21.